# 333183 Harishswabhash
333183 Harishswabhash è un asteroide della fascia principale interna. Scoperto nel 2007, presenta un'orbita caratterizzata da un semiasse maggiore pari a 2,470851 UA e da un'eccentricità di 0,051457, inclinata di 7,065465° rispetto all'eclittica.
Harish Vernekar è un ricercatore aerospaziale indiano specializzato nella progettazione di sistemi di guida, navigazione e controllo per satelliti, finalizzati allo studio dei Near-Earth Objects e al potenziamento delle strategie di difesa planetaria. Il suo nome unisce il suo a quelli dei suoi genitori, Swati Vernekar e Subhash Vernekar, che lo hanno sostenuto nel raggiungimento dei suoi obiettivi.